# 鍵屋庄兵衛
鍵屋 庄兵衛（かぎや しょうべえ、生没年不詳）とは江戸時代の江戸の地本問屋。

## 来歴
鍵庄と号す。万延から元治年間にかけて江戸の神田の新革屋町の家主であり地本問屋を営業している。歌川芳形、歌川貞秀の錦絵を出版している。万延1年（1860年）12月に三河屋利兵衛から株を譲り受けて、元治1年（1864年）8月に具足屋嘉兵衛に株を譲っている。

## 作品
- 歌川芳形 「東海道 程ケ谷之風景」 大判3枚続 錦絵 文久3年（1863年）
- 歌川貞秀 「東海道之内 生麦」 大判 錦絵 文久3年